# Morane-Saulnier Type TRK
Il Morane-Saulnier Type TRK, la cui denominazione ufficiale era Morane-Saulnier MoS.9, fu un aereo da bombardamento bimotore, triposto e triplano, sviluppato dall'azienda aeronautica francese Morane-Saulnier nei primi anni dieci del XX secolo.

## Storia del progetto
In risposta a una specifica relativa ad un bombardiere pesante (Concours 1916) emessa nel 1915, presentarono i loro progetti la Salmson con l'SM-1, e la Morane-Saulnier con il TRK. Quest'ultimo era un grande velivolo triplano con i propulsori posizionati in fusoliera, rivolti verso l'esterno ed inclinati verso l'alto.

## Descrizione tecnica
Aereo da bombardamento triplano, triposto, di costruzione interamente lignea. La configurazione alare triplana, prevedeva ali di diversa apertura a scalare, con la più grande posta in posizione superiore, quella media attaccata centralmente alla parte superiore della fusoliera, e quella inferiore con la parte centrale attaccata alla parte inferiore della fusoliera.
I due propulsori Canton-Unné A-9 a 9 cilindri raffreddati a liquido erogavano la potenza di 230 hp (170 kW), ed erano posizionati in fusoliera, rivolti verso l'esterno ed inclinati verso l'alto. Il loro raffreddamento era assicurato da un'alta pila di radiatori posta al di sopra della parte centrale della fusoliera, tra il piano centrale e quello superiore. I motori azionavano ciascuno un'elica bipala muovendola attraverso gli alberi di trasmissione e gli ingranaggi conici. Le due eliche, posizionate in gondole poste circa a metà tra l'ala media e quella inferiore, giravano appena davanti al bordo esterno dell'ala media.
La cabina di pilotaggio, aperta, era posizionata anteriormente, e i due piloti sedevano in posti affiancati, mentre sulla estremità anteriore della fusoliera era posizionato un generatore elettrico azionato dal vento, tramite una piccola elica quadripala. Il terzo membro dell'equipaggio era alloggiato nella parte posteriore della fusoliera, con il compito di controllare i motori durante il volo o manovrare gli armamenti difensivi in caso di attacco.
Il carrello d'atterraggio fisso era triciclo posteriore fisso, con le due unità principali a carreggiata molto ampia costituite ognuna da due ruote unite tra di loro da un assale, posizionate nella parte inferiore dell'ala bassa, mentre all'estremità posteriore della fusoliera si trovava un pattino di coda. Nella parte anteriore era presente una ruota di protezione, collegata alla fusoliera da quattro montanti, che aveva funzioni anticapottamento.
L'armamento difensivo si basava su due mitragliatrici Lewis calibro 7,7 mm., mentre quello offensivo era pari a 200 kg di bombe.

## Impiego operativo
Venne realizzato un solo prototipo, noto come MoS-9 presso lo STAé, che non ottenne alcun ordine per la produzione in serie, in quanto gli fu preferito il biplano Salmson-Moineau S.M.1.